# 隆兴镇 (道真县)
隆兴镇，是中华人民共和国贵州省遵义市道真仡佬族苗族自治县下辖的一个乡镇级行政单位。

## 行政区划
隆兴镇下辖以下地区：
爱国村、联兴村、前进村、三龙村、大联村、莲池村、浣溪村、永红村和杉木村。